# Pikul Khueanpet
 (juin 2019).
Pikul Khueanpet, née le 20 septembre 1988, est une joueuse thaïlandaise de football évoluant au poste de milieu de terrain. Elle joue en club pour le BG-Bundit Asia et en équipe nationale.

## Carrière
Elle fait partie des 23 joueuses retenues pour disputer la coupe du monde 2019 en France.